# 김민호 (1969년)
김민호(金敏浩, 1969년 3월 19일~)는 대한민국의 야구 선수 출신 지도자이다. 선수 시절 KBO 리그의 두산 베어스에서 내야수로 활동했으며 현재 KBO 리그 롯데 자이언츠의 내야수비코치를 맡고 있다. 그의 장남은 전 KBO 리그 한화 이글스의 투수인 김성훈이고, 차남은 워싱턴저스티스 오버워치 프로게임단의 선수인 김성원이다.

## 선수 경력

### OB 베어스 & 두산 베어스
1993년에 신고선수로 입단하였다. 1994년 주전 유격수 자리를 꿰차며 연습생 신화를 이루기 시작했다. 1995년에는 2할대 타율, 47도루, 115안타를 기록하며 유지현, 이종범과 함께 '1번 타자 겸 유격수' 3인방으로 불렸고 팀의 2번째 한국시리즈 우승에 기여하며 생애 첫 유격수 부문 골든 글러브를 수상했다. 이후 빼어난 수비와 안정감 있는 타격 감각, 예의, 성실함으로 유지훤의 계보를 잇는 유격수로 활약했다.

## 지도자 경력
2003년을 끝으로 선수 생활을 마감하고 유격수 자리를 손시헌에게 넘긴 후 2004년부터 두산 베어스에서 작전/수비/주루코치로 활동했다. 2009년 WBC에서는 대한민국 야구 국가대표팀의 수비코치를 맡아 대한민국이 대회 준우승을 차지하는 데 일조했다. 2012년 시즌 후 두산 베어스와 재계약에 실패했고, LG 트윈스로 이적했다.
당시 감독이었던 김기태와의 인연으로 2015년부터 KIA 타이거즈의 수비코치를 맡았다. 부임 이후 팀 최소 실책 1위로 불안한 수비를 안정화시켰다는 평가와 함께 팬들이 뽑은 최고의 수비 코치 중 한 명으로 평가받았다. 2016년에는 유망주 육성과 지도를 이유로 2군 수비코치로 보직이 변경됐으나 2017년부터 수비코치로 복귀했다.

## 출신 학교
- 경북 월성초등학교
- 경북 신라중학교
- 경주고등학교
- 계명대학교

## 통산 기록
| 연도 | 팀명   | 타율  | 경기 | 타수 | 득점 | 안타 | 2루타 | 3루타 | 홈런 | 루타 | 타점 | 도루 | 도실 | 볼넷 | 사구 | 삼진 | 병살 | 실책 | 비고               |
| ---- | ------ | ----- | ---- | ---- | ---- | ---- | ----- | ----- | ---- | ---- | ---- | ---- | ---- | ---- | ---- | ---- | ---- | ---- | ------------------ |
| 1993 | OB     | 0.239 | 113  | 272  | 28   | 65   | 8     | 2     | 0    | 77   | 21   | 12   | 5    | 14   | 3    | 52   | 3    | 15   |                    |
| 1994 | OB     | 0.275 | 126  | 426  | 57   | 117  | 13    | 0     | 8    | 154  | 34   | 17   | 7    | 33   | 10   | 64   | 6    | 25   |                    |
| 1995 | OB     | 0.288 | 113  | 400  | 79   | 115  | 24    | 3     | 2    | 151  | 30   | 47   | 17   | 37   | 5    | 58   | 3    | 15   | GG, 한국시리즈 MVP |
| 1996 | OB     | 0.271 | 15   | 59   | 8    | 16   | 5     | 0     | 0    | 21   | 6    | 2    | 1    | 3    | 0    | 8    | 1    | 3    |                    |
| 1997 | OB     | 0.238 | 122  | 467  | 75   | 111  | 13    | 5     | 6    | 152  | 34   | 46   | 7    | 44   | 8    | 94   | 11   | 22   |                    |
| 1998 | OB     | 0.226 | 112  | 371  | 36   | 84   | 16    | 4     | 1    | 111  | 19   | 22   | 9    | 21   | 5    | 70   | 4    | 14   |                    |
| 1999 | 두산   | 0.273 | 132  | 458  | 70   | 125  | 17    | 6     | 3    | 163  | 46   | 37   | 5    | 33   | 7    | 65   | 8    | 17   |                    |
| 2000 | 두산   | 0.250 | 99   | 288  | 40   | 72   | 9     | 2     | 3    | 94   | 32   | 23   | 5    | 23   | 3    | 50   | 9    | 5    |                    |
| 2001 | 두산   | 0.216 | 109  | 306  | 42   | 66   | 17    | 2     | 4    | 99   | 29   | 14   | 3    | 29   | 9    | 44   | 7    | 13   |                    |
| 2002 | 두산   | 0.156 | 95   | 160  | 14   | 25   | 3     | 1     | 2    | 36   | 11   | 7    | 0    | 12   | 3    | 39   | 4    | 9    |                    |
| 2003 | 두산   | 0.218 | 77   | 193  | 23   | 42   | 7     | 0     | 0    | 49   | 15   | 5    | 3    | 13   | 2    | 32   | 1    | 10   |                    |
| 통산 | 11시즌 | 0.246 | 1113 | 3400 | 472  | 838  | 132   | 25    | 29   | 1107 | 277  | 232  | 62   | 262  | 55   | 576  | 57   | 148  |                    |